# Charles Jackson

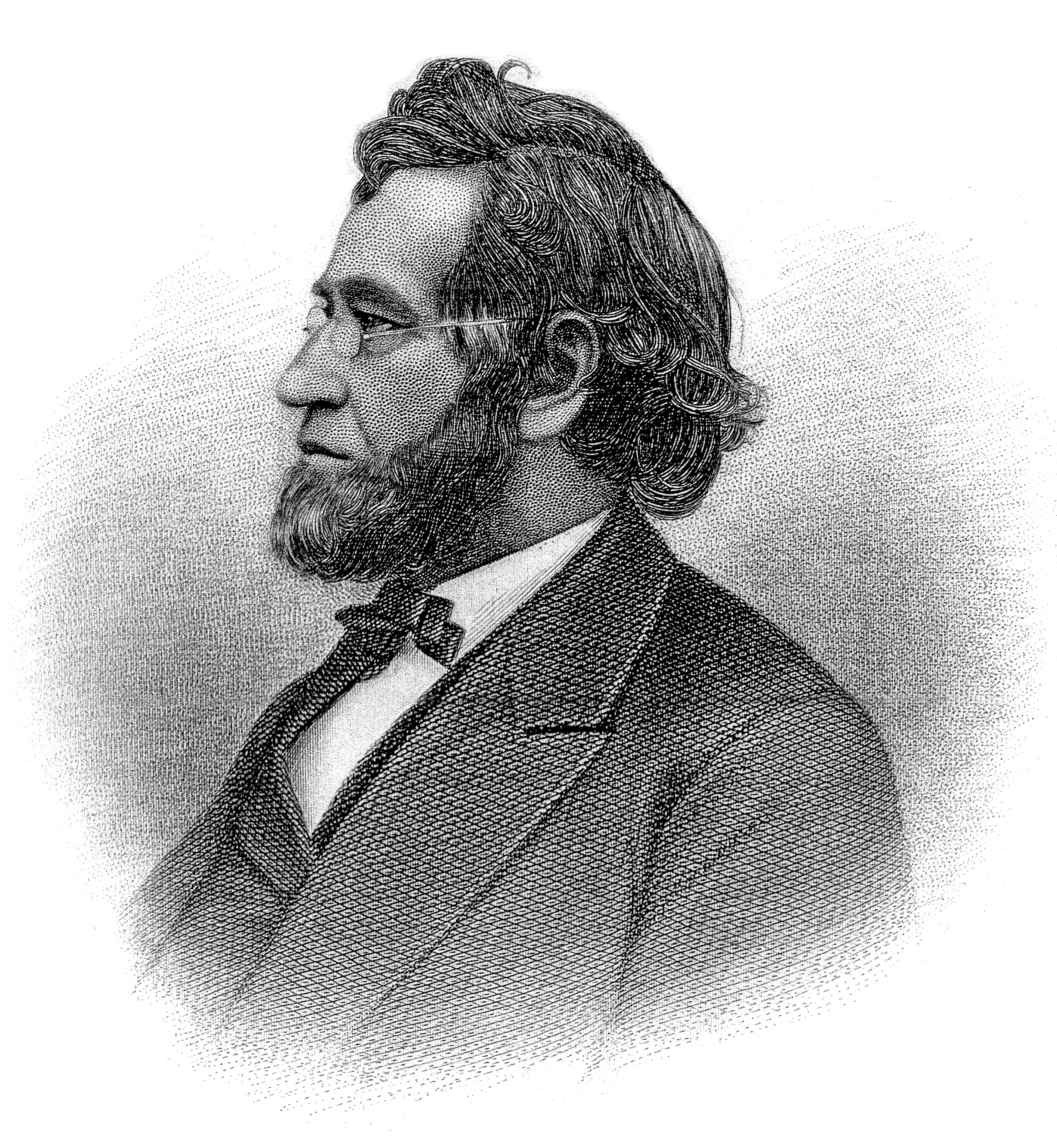
Charles Jackson

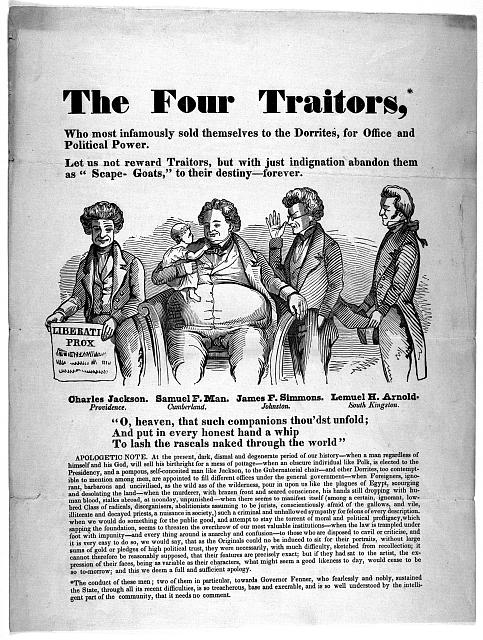
Eine politische Karikatur aus dem Jahr 1845, die Charles Jackson, Samuel F. Man, James F. Simmons und Lemuel H. Arnold nach der Begnadigung von Thomas Dorr als „Die vier Verräter“ verunglimpft.

Charles Jackson (* 4. März 1797 in Providence, Rhode Island; † 21. Januar 1876) war ein US-amerikanischer Politiker und von 1845 bis 1846 Gouverneur des Bundesstaates Rhode Island.

## Frühe Jahre
Charles Jackson wurde als Sohn von Richard Jackson geboren, der zwischen 1808 und 1815 dem US-Repräsentantenhaus angehörte. Charles studierte bis 1817 an der Brown University und setzte dann seine Ausbildung mit einem Jurastudium fort. Er hat aber nur kurz als Jurist gearbeitet. Stattdessen eröffnete er im Jahr 1823 eine mit Dampf betriebene Baumwollspinnerei. Schon bald weitete er seine Geschäfte auf andere Branchen aus. Mit einem Patent von Charles Goodyear stieg er in die Gummiproduktion ein. Außerdem erwarb er eine Waffenfabrik und eine Firma, die Lokomotiven herstellte.

## Politische Laufbahn
Charles Jackson war Mitglied der Whig Party, als deren Kandidat er in das Repräsentantenhaus von Rhode Island gewählt wurde; dessen Speaker war er von 1841 bis 1842. Bei den Gouverneurswahlen des Jahres 1845 konnte er den Amtsinhaber James Fenner mit einem Vorsprung von nur 210 Stimmen schlagen und somit am 6. Mai 1845 eine einjährige Amtszeit als Gouverneur von Rhode Island absolvieren. In dieser Zeit begnadigte er Thomas Wilson Dorr und seine Anhänger, die wegen Hochverrats verurteilt worden waren. Die Dorr-Bewegung hatte sich 1842–43 für eine Ausdehnung des Wahlrechts ausgesprochen und zur Durchsetzung ihrer Ziele einen Aufstand initiiert. Dabei wurde sogar der damalige Gouverneur Samuel Ward King für abgesetzt erklärt. Dieser hatte sich aber durchgesetzt und Dorr und einige seiner Anhänger wurden verurteilt. Die Begnadigung der Dorr-Gruppe war in Rhode Island sehr unpopulär und führte schließlich zur Abwahl Jacksons, dessen Amtszeit dann am 6. Mai 1846 endete.
Nach dem Ende seiner Gouverneurszeit hat Jackson kein weiteres politisches Amt bekleidet. Er widmete sich wieder seinen zahlreichen geschäftlichen Aktivitäten und verstarb im Januar 1876. Charles Jackson war zweimal verheiratet und hatte sieben Kinder.